# Adad-shum-iddina
Adad-shum-iddina fue rey de Babilonia (1222 a. C.- 1217 a. C.) (cronología corta). Sucedió a Kadashman-Harbe II, que era favorable a los elamitas, y fue impuesto por los asirios. Ocupa el puesto número 31 en la lista de reyes casitas de Babilonia, Reinó durante 6 años, en el período siguiente a la conquista de Babilonia por el rey asirio, Tukulti-Ninurta I, y fue identificado como rey vasallo por varios historiadores, aunque no está acreditado directamente por evidencias contemporáneas.
Su nombre se menciona en varios textos legales del archivo del templo de Sin, en Ur, con el año de su acceso al trono.
El último soberano de los Igehalkid de Elam, Kiddin-Khutran III, volvió a Babilonia contra de Adad-shum-iddina, al que derrotó y por un tiempo dominó una parte de Sumer, pero seguramente acabó expulsado por los asirios. Las fuentes desaparecen, pero el conflicto entre Babilonia y Elam persiste aún con la siguiente dinastía elamita (los Shutrukid).
Gobernó unos seis años y le sucedió Adad-shum-usur.